# 双中线

一个等对角线四边形，红色为对角线，蓝色为双中线，其伐里農平行四邊形为菱形

双中线是指四边形中，对边中点的连线，也是该四边形的伐里農平行四邊形的对角线，根据伐里农定理，所有四边形的两条双中线必定相互平分，等轴四边形的两条双中线相互垂直，正交四边形的两条双中线长度相等。

## 梯形中位线
梯形的中位线是其两条双中线之一，另一条双中线可平分梯形的面积，暨这条双中线与两底两腰形成的两个新的梯形面积相等。

等腰梯形的双中线相互垂直平分

等腰梯形的双中线相互垂直平分。
平行四边形的两条双中线交于两对角线交点。

## 双中线与牛顿线

一般四边形ABCD的两条双中线GH、IJ的交点K在牛顿线EF上，且EK=FK

一般四边形（至多有一对边平行的凸四边形）的两条双中线与牛顿线三线共点。换句话说，就是两条双中线的交点与两条对角线的中点三点共线。